# Best of Bowie
Pour les articles homonymes, voir Best of et The Best of Bowie.
Albums de David Bowie
Heathen
(2002) Reality
(2003)
Best of Bowie est une compilation de David Bowie. Elle est sortie le 22 octobre 2002 sur le label EMI.

## Présentation
Elle couvre la majeure partie de sa carrière, de Space Oddity (1969) à Heathen (2002). Il en existe plus de vingt versions différentes, la sélection des titres différant en fonction des pays ou territoires. Dans certains pays, elle est également parue sous deux formes différentes, 1 CD ou 2 CD.
Un double DVD Best of Bowie est paru au même moment. Il reprend la majeure partie des clips de Bowie, ainsi que des passages à la télévision.
L'album se classe no 11 des ventes au Royaume-Uni à sa sortie. Il refait son entrée dans le classement des meilleures ventes après la mort de Bowie, en janvier 2016, et atteint cette fois la première place. Il est certifié quadruple disque de platine, ce qui correspond à 1,2 million d'exemplaires vendus.

## Titres

### Royaume-Uni / Europe
Toutes les chansons sont écrites et composées par David Bowie, sauf mention contraire.
| 1.  | Space Oddity                     |                                                 | Space Oddity, 1969                                                  | 5:15 |
| 2.  | The Man Who Sold the World       |                                                 | The Man Who Sold the World, 1970                                    | 3:55 |
| 3.  | Oh! You Pretty Things            |                                                 | Hunky Dory, 1971                                                    | 3:12 |
| 4.  | Changes                          |                                                 | Hunky Dory, 1971                                                    | 3:33 |
| 5.  | Life on Mars?                    |                                                 | Hunky Dory, 1971                                                    | 3:48 |
| 6.  | Starman                          |                                                 | The Rise and Fall of Ziggy Stardust and the Spiders from Mars, 1972 | 4:16 |
| 7.  | Ziggy Stardust                   |                                                 | The Rise and Fall of Ziggy Stardust and the Spiders from Mars, 1972 | 3:13 |
| 8.  | Suffragette City                 |                                                 | The Rise and Fall of Ziggy Stardust and the Spiders from Mars       | 3:25 |
| 9.  | John, I'm Only Dancing           |                                                 | single, 1972                                                        | 2:43 |
| 10. | The Jean Genie                   |                                                 | Aladdin Sane, 1973                                                  | 4:08 |
| 11. | Drive-In Saturday                |                                                 | Aladdin Sane, 1973                                                  | 4:36 |
| 12. | Sorrow                           | Bob Feldman, Jerry Goldstein, Richard Gottehrer | Pin Ups, 1973                                                       | 2:53 |
| 13. | Diamond Dogs                     |                                                 | Diamond Dogs, 1974                                                  | 6:05 |
| 14. | Rebel Rebel                      |                                                 | Diamond Dogs, 1974                                                  | 4:30 |
| 15. | Young Americans (version single) |                                                 | Young Americans, 1975                                               | 3:16 |
| 16. | Fame                             | Bowie, Carlos Alomar, John Lennon               | Young Americans, 1975                                               | 4:17 |
| 17. | Golden Years (version single)    |                                                 | Station to Station, 1976                                            | 3:22 |
| 18. | TVC 15                           |                                                 | Station to Station, 1976                                            | 5:33 |
| 19. | Wild Is the Wind                 | Dimitri Tiomkin, Ned Washington                 | Station to Station, 1976                                            | 6:02 |

| 1.  | Sound and Vision                                 |                                                              | Low, 1977                               | 3:00 |
| 2.  | "Heroes"                                         | Bowie, Brian Eno                                             | "Heroes", 1977                          | 3:32 |
| 3.  | Boys Keep Swinging                               | Bowie, Brian Eno                                             | Lodger, 1979                            | 3:18 |
| 4.  | Under Pressure (avec Queen)                      | Bowie, Freddie Mercury, Brian May, John Deacon, Roger Taylor | single, 1981                            | 4:02 |
| 5.  | Ashes to Ashes (version single)                  |                                                              | Scary Monsters (and Super Creeps), 1980 | 3:38 |
| 6.  | Fashion (version single)                         |                                                              | Scary Monsters (and Super Creeps), 1980 | 3:23 |
| 7.  | Scary Monsters (version single)                  |                                                              | Scary Monsters (and Super Creeps), 1980 | 3:27 |
| 8.  | Let's Dance (version single)                     |                                                              | Let's Dance, 1983                       | 4:07 |
| 9.  | China Girl (version single)                      | David Bowie, Iggy Pop                                        | Let's Dance, 1983                       | 4:18 |
| 10. | Modern Love (version single)                     |                                                              | Let's Dance, 1983                       | 3:56 |
| 11. | Blue Jean                                        |                                                              | Tonight, 1984                           | 3:12 |
| 12. | This Is Not America (avec The Pat Metheny Group) | Bowie, Pat Metheny, Lyle Mays                                | The Falcon and the Snowman, 1985        | 3:43 |
| 13. | Loving the Alien (version single remixée)        |                                                              | Tonight, 1984                           | 4:43 |
| 14. | Dancing in the Street (avec Mick Jagger)         | Marvin Gaye, William Stevenson, Ivy Jo Hunter                | single, 1985                            | 3:14 |
| 15. | Absolute Beginners                               |                                                              | Absolute Beginners, 1986                | 5:39 |
| 16. | Jump They Say (version radio)                    |                                                              | Black Tie White Noise, 1993             | 3:53 |
| 17. | Hallo Spaceboy (remix des Pet Shop Boys)         | Bowie, Brian Eno                                             | 1. Outside, 1995                        | 4:25 |
| 18. | Little Wonder (version single)                   | David Bowie, Reeves Gabrels, Mark Plati                      | Earthling, 1997                         | 3:40 |
| 19. | I'm Afraid of Americans (version radio V1)       |                                                              | Earthling, 1997                         | 4:26 |
| 20. | Slow Burn (version radio)                        |                                                              | Heathen, 2002                           | 3:55 |

### France
| No  | Titre                                            | Auteur                                                             | Durée |
| --- | ------------------------------------------------ | ------------------------------------------------------------------ | ----- |
| 1.  | Space Oddity                                     |                                                                    | 5:15  |
| 2.  | The Man Who Sold the World                       |                                                                    | 3:55  |
| 3.  | Changes                                          |                                                                    | 3:33  |
| 4.  | Life on Mars?                                    |                                                                    | 3:48  |
| 5.  | Starman                                          |                                                                    | 4:16  |
| 6.  | Ziggy Stardust                                   |                                                                    | 3:13  |
| 7.  | The Jean Genie                                   |                                                                    | 4:08  |
| 8.  | Rebel Rebel                                      |                                                                    | 4:30  |
| 9.  | Young Americans (version single)                 |                                                                    | 3:16  |
| 10. | Fame                                             | David Bowie, Carlos Alomar, John Lennon                            | 4:17  |
| 11. | "Heroes"                                         | David Bowie, Brian Eno                                             | 3:32  |
| 12. | Under Pressure (avec Queen)                      | David Bowie, Freddie Mercury, Brian May, John Deacon, Roger Taylor | 4:02  |
| 13. | Ashes to Ashes (version single)                  |                                                                    | 3:38  |
| 14. | Let's Dance (version single)                     |                                                                    | 4:07  |
| 15. | China Girl (version single)                      | David Bowie, Iggy Pop                                              | 4:18  |
| 16. | This Is Not America (avec The Pat Metheny Group) | David Bowie, Pat Metheny, Lyle Mays                                | 3:43  |
| 17. | Absolute Beginners                               |                                                                    | 5:39  |
| 18. | Hallo Spaceboy (remix des Pet Shop Boys)         | David Bowie, Brian Eno                                             | 4:25  |
| 19. | Thursday's Child (version radio)                 |                                                                    | 4:25  |

### DVD
| 1.  | Oh! You Pretty Things         | en direct dans l'émission The Old Grey Whistle Test (1972)               |  |
| 2.  | Queen Bitch                   | en direct dans l'émission The Old Grey Whistle Test (1972)               |  |
| 3.  | Five Years                    | en direct dans l'émission The Old Grey Whistle Test (1972)               |  |
| 4.  | Starman                       | en direct dans l'émission Top of the Pops (1972)                         |  |
| 5.  | John, I'm Only Dancing        | clip réalisé par Mick Rock (1972)                                        |  |
| 6.  | The Jean Genie                | clip réalisé par Mick Rock (1972)                                        |  |
| 7.  | Space Oddity                  | clip réalisé par Mick Rock (1972)                                        |  |
| 8.  | Drive-In Saturday             | en direct dans l'émission Russell Harty Plus (1973)                      |  |
| 9.  | Life on Mars?                 | clip réalisé par Mick Rock (1973)                                        |  |
| 10. | Ziggy Stardust                | en concert, tiré du film Ziggy Stardust and the Spiders from Mars (1973) |  |
| 11. | Rebel Rebel                   | en direct dans l'émission TopPop (1974)                                  |  |
| 12. | Young Americans               | en direct dans l'émission The Dick Cavett Show (1974)                    |  |
| 13. | Be My Wife                    | clip réalisé par Stanley Dorfman (1977)                                  |  |
| 14. | "Heroes"                      | clip réalisé par Stanley Dorfman (1977)                                  |  |
| 15. | Boys Keep Swinging            | clip réalisé par David Mallet (1979)                                     |  |
| 16. | DJ                            | clip réalisé par David Mallet (1979)                                     |  |
| 17. | Look Back in Anger            | clip réalisé par David Mallet (1979)                                     |  |
| 18. | Ashes to Ashes                | clip réalisé par David Bowie et David Mallet (1980)                      |  |
| 19. | Fashion                       | clip réalisé par David Mallet (1980)                                     |  |
| 20. | Wild Is the Wind              | clip réalisé par David Mallet (1981)                                     |  |
| 21. | Let's Dance                   | clip réalisé par David Mallet (1983)                                     |  |
| 22. | China Girl                    | version censurée du clip réalisé par David Mallet (1983)                 |  |
| 23. | Modern Love                   | clip réalisé par Jim Yukich (1983)                                       |  |
| 24. | Cat People (Putting Out Fire) | en concert, tiré de la vidéo Serious Moonlight (1984)                    |  |
| 25. | Blue Jean                     | clip réalisé par Julien Temple (1984)                                    |  |
| 26. | Loving the Alien              | version censurée du clip réalisé par David Bowie et David Mallet (1985)  |  |
| 27. | Dancing in the Street         | clip réalisé par David Mallet (1985)                                     |  |

| 1.  | Absolute Beginners       | clip réalisé par Julien Temple (1986)                   |  |
| 2.  | Underground              | clip réalisé par Steve Barron (1986)                    |  |
| 3.  | As the World Falls Down  | clip réalisé par Steve Barron (1986)                    |  |
| 4.  | Day-In Day-Out           | clip réalisé par Julien Temple (1987)                   |  |
| 5.  | Time Will Crawl          | clip réalisé par Tim Pope (1987)                        |  |
| 6.  | Never Let Me Down        | clip réalisé par Jean-Baptiste Mondino (1987)           |  |
| 7.  | Fame '90                 | clip réalisé par Gus Van Sant (1990)                    |  |
| 8.  | Jump They Say            | clip réalisé par Mark Romanek (1993)                    |  |
| 9.  | Black Tie White Noise    | clip réalisé par Mark Romanek (1993)                    |  |
| 10. | Miracle Goodnight        | clip réalisé par Matthew Rolston (1993)                 |  |
| 11. | Buddha of Suburbia       | clip réalisé par Roger Michell (1993)                   |  |
| 12. | The Hearts Filthy Lesson | clip réalisé par Samuel Bayer (1995)                    |  |
| 13. | Strangers When We Meet   | clip réalisé par Samuel Bayer (1995)                    |  |
| 14. | Hallo Spaceboy           | clip réalisé par David Mallet (1996)                    |  |
| 15. | Little Wonder            | clip réalisé par Floria Sigismondi (1997)               |  |
| 16. | Dead Man Walking         | clip réalisé par Floria Sigismondi (1997)               |  |
| 17. | Seven Years in Tibet     | clip réalisé par Rudi Dolezal et Hannes Rosacher (1997) |  |
| 18. | I'm Afraid of Americans  | clip réalisé par Dom & Nic (1997)                       |  |
| 19. | Thursday's Child         | clip réalisé par Walter Stern (1999)                    |  |
| 20. | Survive                  | clip réalisé par Walter Stern (2000)                    |  |

## Charts & certifications
| Pays             | Durée du classement | Meilleur classement |
| ---------------- | ------------------- | ------------------- |
| Allemagne        | 14 semaines         | 16e                 |
| Australie        | 7 semaines          | 6e                  |
| Autriche         | 14 semaines         | 12e                 |
| Belgique (W)     | 17 semaines         | 4e                  |
| Belgique (V)     | 13 semaines         | 13e                 |
| Canada           | 18 semaines         | 4e                  |
| Danemark         | 11 semaines         | 14e                 |
| Espagne          | 6 semaines          | 97e                 |
| États-Unis       | 50 semaines         | 4e                  |
| Finlande         | 8 semaines          | 15e                 |
| France           | 7 semaines          | 19e                 |
| Italie           | 66 semaines         | 23e                 |
| Norvège          | 18 semaines         | 10e                 |
| Nouvelle-Zélande | 43 semaines         | 6e                  |
| Pays-Bas         | 20 semaines         | 19e                 |
| Portugal         | 19 semaines         | 8e                  |
| Royaume-Uni      | 162 semaines        | 1er                 |
| Suède            | 15 semaines         | 9e                  |
| Suisse           | 12 semaines         | 15e                 |

| Pays             | Certification | Ventes      | Date       |
| ---------------- | ------------- | ----------- | ---------- |
| Australie        | 2 × Platine   | 140 000 +   | 2009       |
| États-Unis       | Platine       | 1 000 000 + | 24/10/2006 |
| Finlande         | Or            | 15 000 +    | 2003       |
| Italie           | Platine       | 50 000 +    | 2016       |
| Nouvelle-Zélande | 3 × Platine   | 45 000 +    | 18/02/2016 |
| Royaume-Uni      | 4 × Platine   | 1 200 000 + | 05/02/2016 |